# Batalha de Trindade
A Batalha de Trindade foi uma ação entre navios durante a Primeira Guerra Mundial. A batalha ocorreu em 14 de setembro de 1914 ao largo da costa do Brasil na ilha de Trindade entre a Kaiserliche Marine alemã e a Royal Navy britânica.

## Batalha
O cruzador auxiliar alemão a vapor Cap Trafalgar estava em missão de ataque a embarcações comerciais na costa da América do Sul quando se deparou com vários navios carvoeiros alemães preso na região em abordagem de rotina da Royal Navy. O cruzador auxiliar Cap. Trafalgar estava levando suprimentos ao arquipélago de Trindade e Martim Vaz onde os alemães tinham estabelecido secretamente uma pequena base naval. O cruzador Cap. Trafalgar chegou à base em 14 de setembro, dando a sua posição de manhã cedo com fumaça de motores a vapor. O cruzador auxiliar britânico Carmania, um transatlântico antigo que tinha sido concebido para combater navios mercantes e pequenos navios de guerra inimigos, percebeu a fumaça e moveu-se para atacar. Coincidentemente, cada um cruzador se disfarçou como se fosse pertencente à outra frota, na esperança de ganhar uma vantagem.

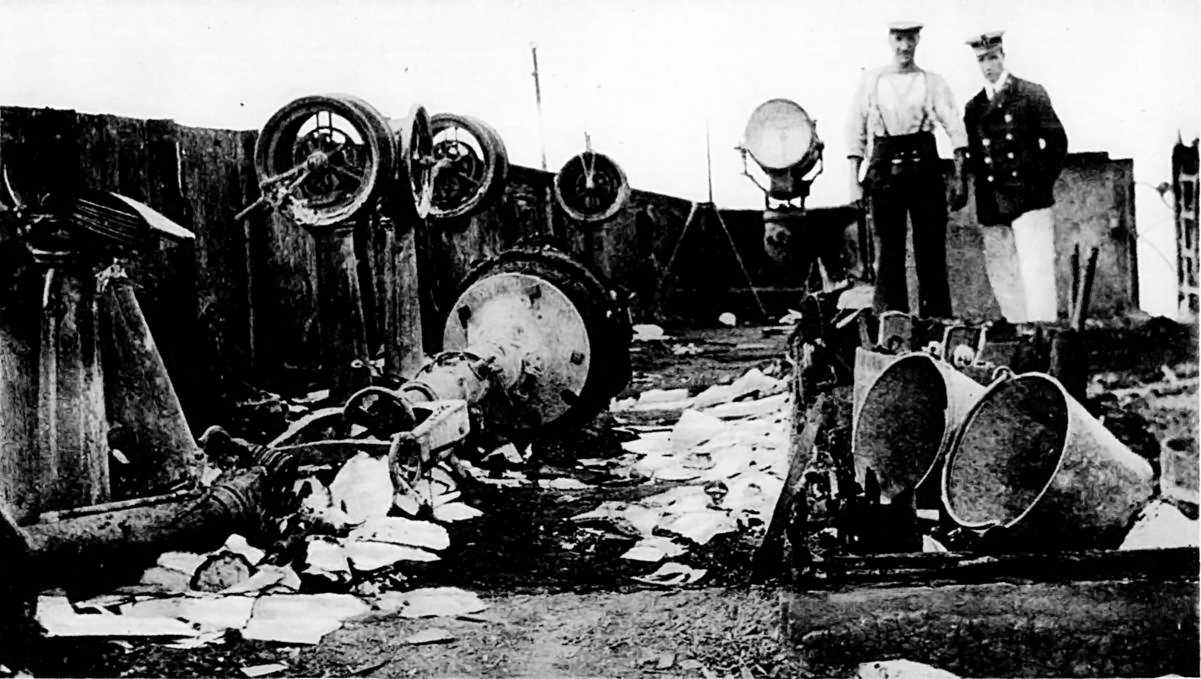
O cruzador Carmania após sua vitória sobre o Cap. Trafalgar.

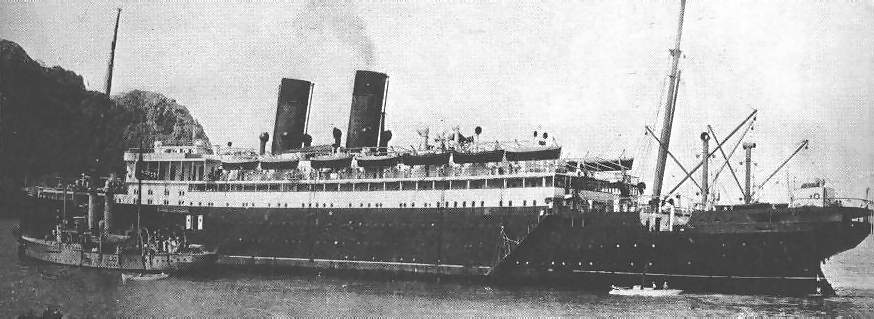
SMS Cap Trafalgar e SMS Eber em Trindade.

O Carmania moveu-se para a ancoragem de Trindade, onde se abrigavam os navios da base Alemã, surpreendendo o cruzador Cap. Trafalgar e dois carvoeiros alemães. Ambos os comandantes britânico e alemão, acreditavam que a fim de obter uma vitória decisiva, eles iriam precisar de mais espaço para manobrar os seus navios. Eles moveram seus vapores vários quilômetros em mar aberto antes de virarem um para o outro e iniciar as hostilidades. O Carmania disparou os primeiros tiros, que acabaram ficando aquém do esperado, permitindo assim ao cruzador Cap. Trafalgar para dar o primeiro golpe na embarcação inimiga. Por 90 minutos os dois navios lutaram um duelo de artilharia, utilizando metralhadoras para atingir tripulação inimiga. No início, o fogo alemão foi mais eficaz.
Eventualmente, quando os dois navios se aproximavam um do outro, os tiros britânicos, mais precisos, atingiram duramente a embarcação alemã e os incêndios começaram a espalhar a bordo do incursor alemão. O Carmania recebeu a maior parte dos golpes de artilharia durante a luta, 73 acertos no total, mas a precisão da artilharia britânica logo fez afundar o Cap. Trafalgar.
Os carvoeiros e jangadas alemães foram capazes de resgatar 279 marinheiros alemães do mar, mas alguns membros da tripulação alemã (entre 16 e 51 marinheiros) foram mortos em ação ou desceram com o navio. A tripulação do Carmania também sofreu baixas, com 9 mortos e vários feridos, com o navio ficando severamente danificado.

## Depois da batalha
Depois de receber o pedido de socorro do Cap. Trafalgar, o cruzador SS Kronprinz Wilhelm chegou perto do local de batalha. Temendo um ataque britânico, e assumindo que o Cap. Trafalgar já havia sido afundado, e não conhecendo as más condições de Carmania, o cruzador se moveu e ficou à distância. No dia seguinte à batalha, o Carmania foi resgatado e escoltado até o Porto de Recife na província de Pernambuco. Os marinheiros alemães sobreviventes foram deixados pelos navios carvoeiros em Montevidéu.